# Kościół Wniebowzięcia Najświętszej Maryi Panny w Sopronie
Kościół Wniebowzięcia Najświętszej Maryi Panny (węg. Nagyboldogasszony-templom), zwany również kozim kościołem (węg. Kecske-templom) – rzymskokatolicka świątynia znajdująca się w węgierskim mieście Sopron.

## Pochodzenie nazwykozi kościół
Według legendy Henrik Gaissel, jeden z najbogatszych mieszkańców miasta, zabił jednego z mieszkańców. W ramach pokuty przekazał Kościołowi cały majątek i przeprowadził się do Austrii. Przekazane przez Gaissela pieniądze miały posłużyć do rozbudowania kościoła, a nad wejściem umieszczono herb rodziny Gaisselów przedstawiający kozę.

## Historia
Kościół ukończono w 1280, wznieśli go bracia franciszkanie. Rozbudowano go w latach 1380-1410. Dach kościoła spłonął w 1676. Podczas odbudowy wzniesiono nowy, barokowy fronton. W 1787, z rozkazu Józefa II, nastąpiła kasata klasztoru. W 1802 opiekę nad świątynią powierzono ojcom Benedyktynom. W 1852 wykonano ołtarze boczne według projektu Ferenca Storna. W latach 1884–1894 trwała przebudowa kościoła, z tego okresu pochodzą górne piętra wieży kościelnej. Budynek wyremontowano w latach 2007-2011.

## Architektura i wyposażenie
Świątynia gotycka, trójnawowa, o układzie halowym. Wnętrze zdobią barokowe ołtarze i ambona. Na 47-metrowej wieży zawieszony jest XIX-wieczny dzwon, odlany przez Frigyesa Seltenhofera, o imieniu św. Benedykta.

## Galeria

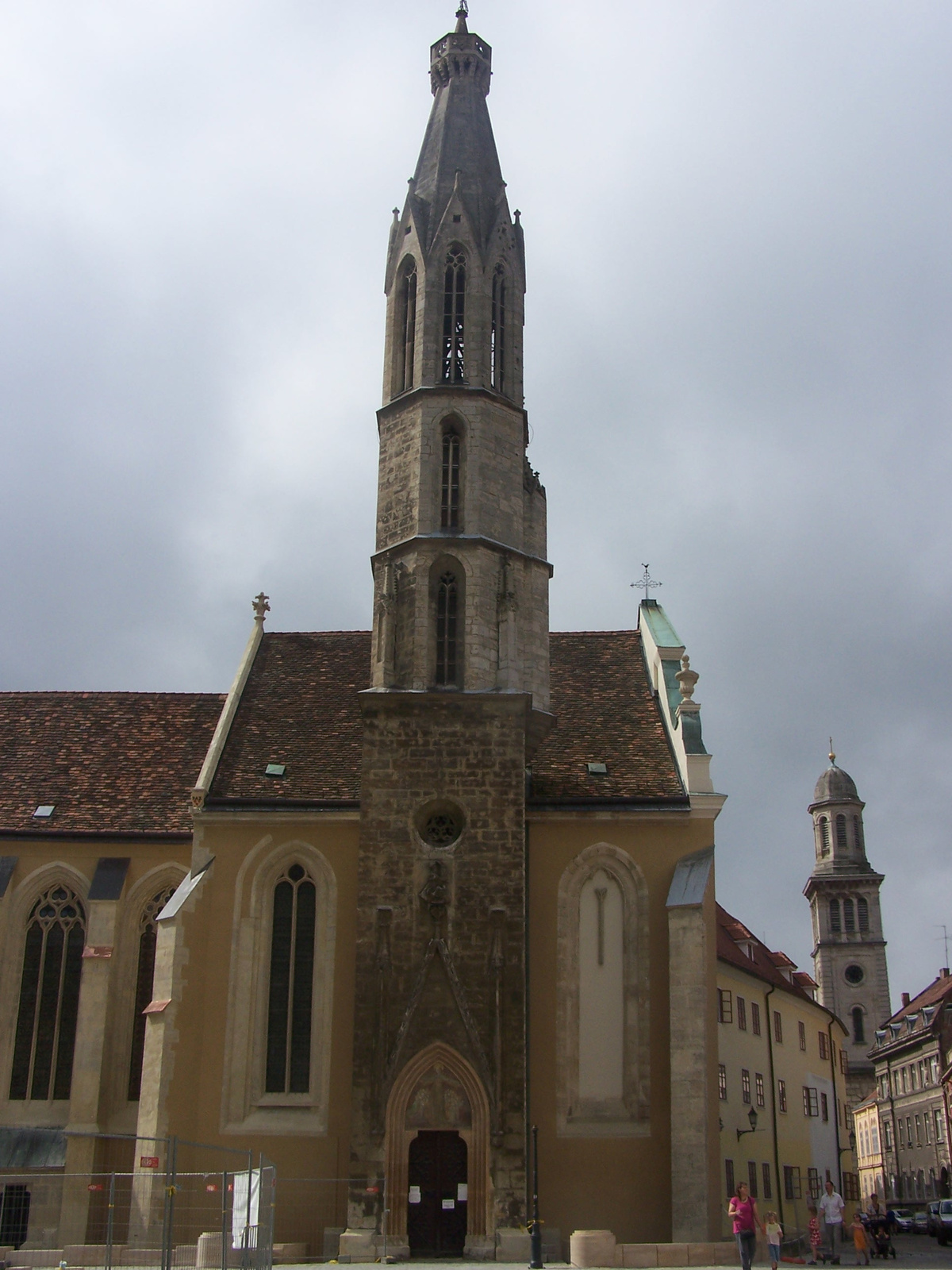
Wieża i korpus nawowy
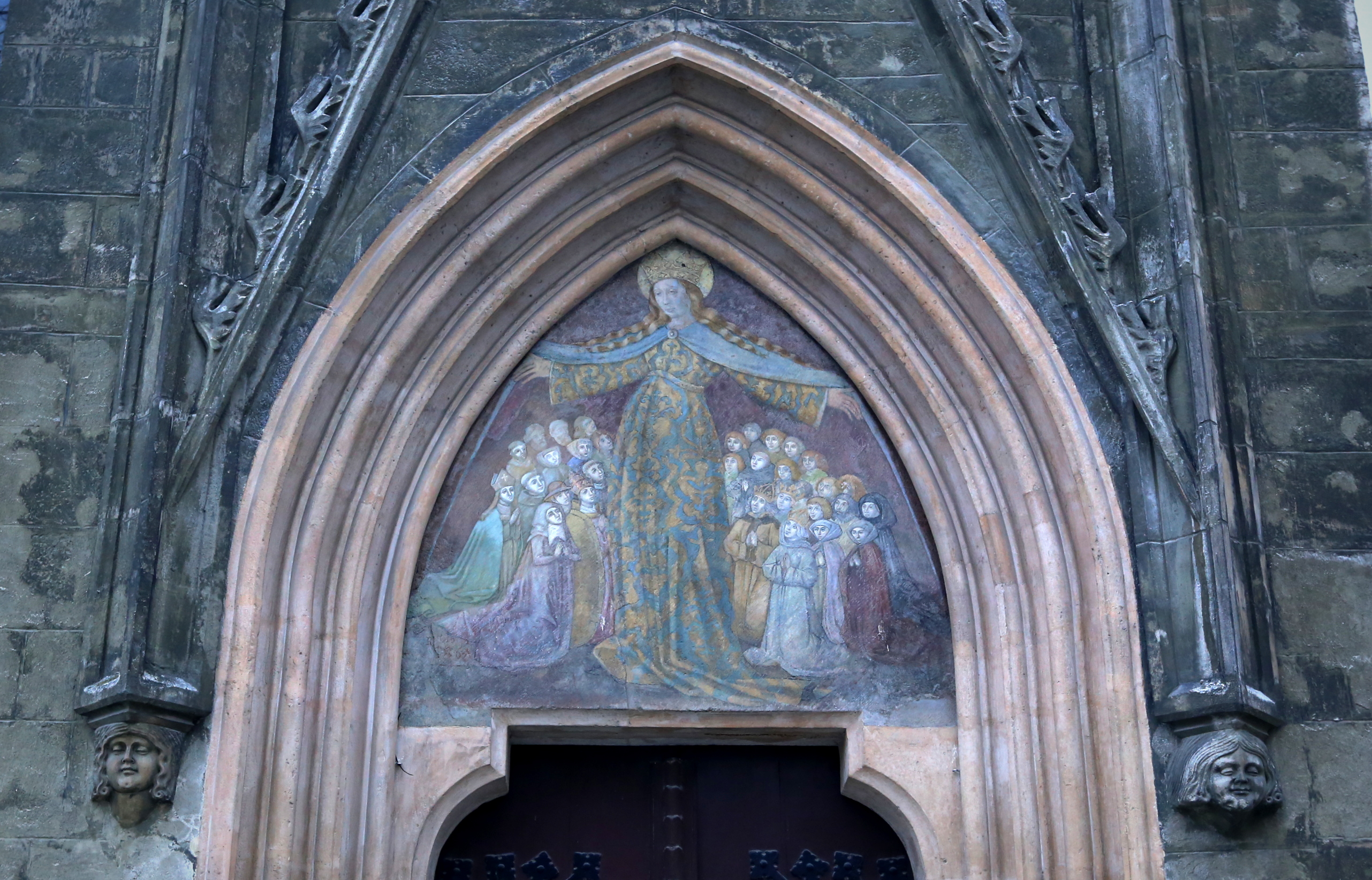
Fresk w tympanonie portalu w ścianie wieży
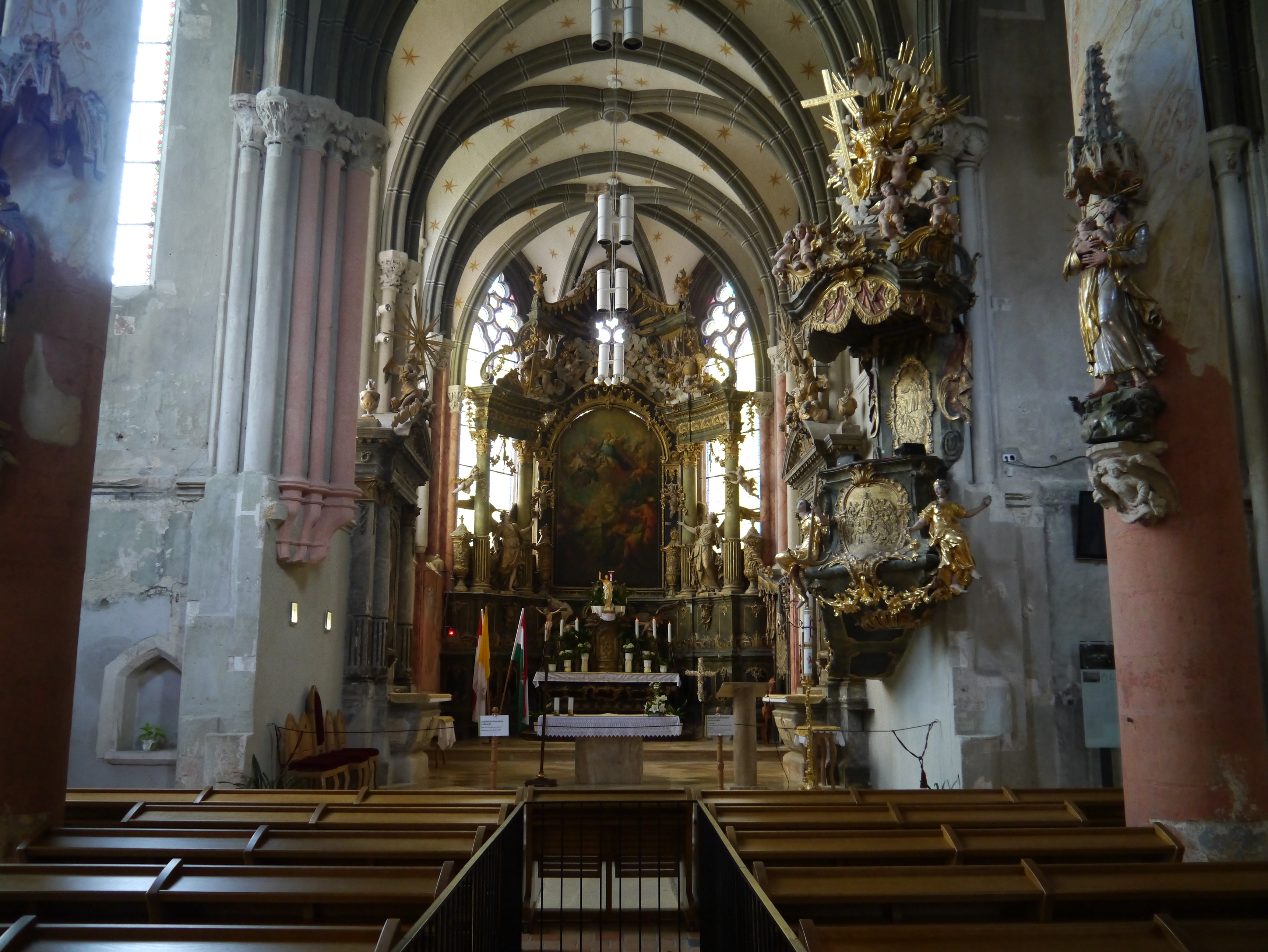
Wnętrze
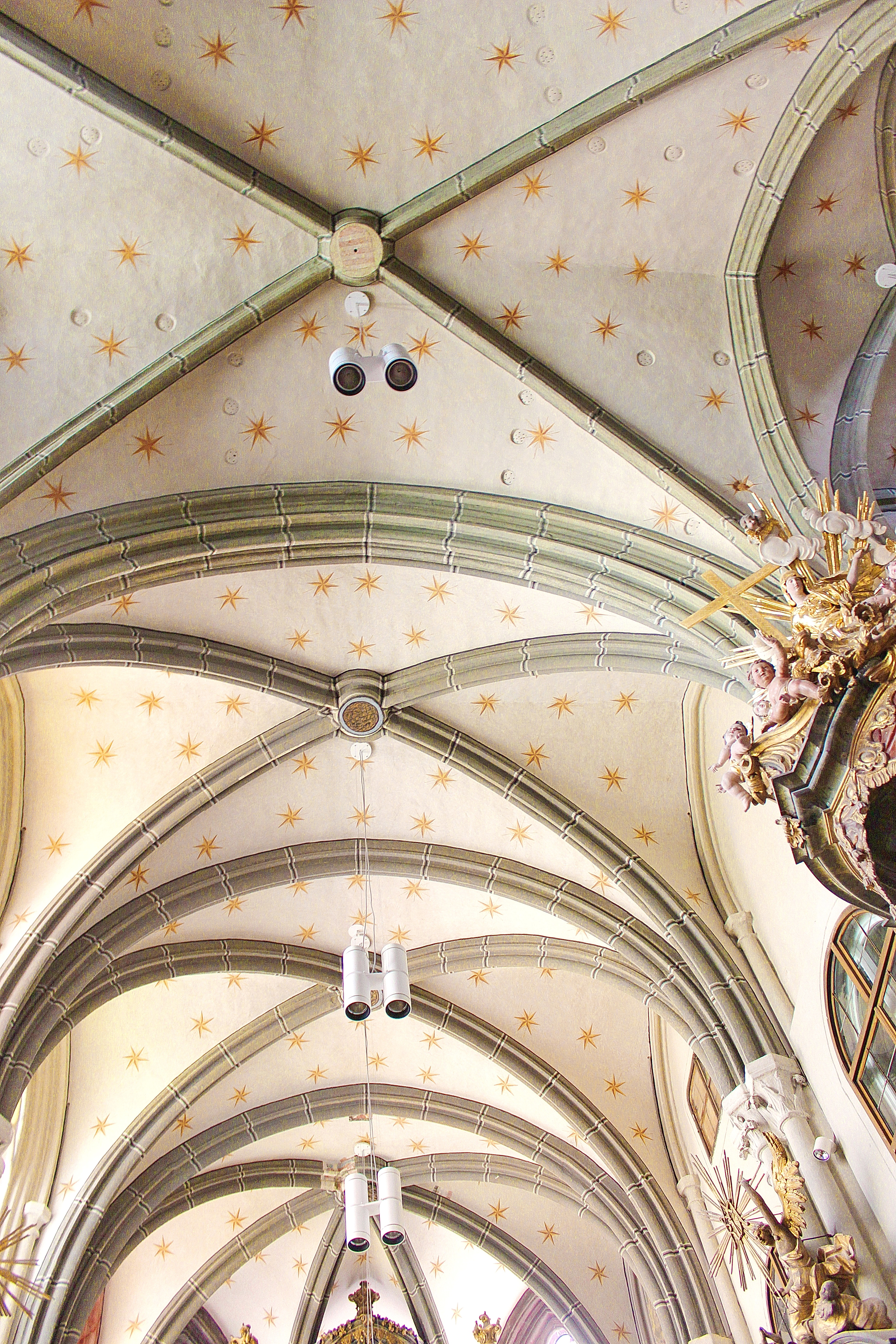
Sklepienie w prezbiterium
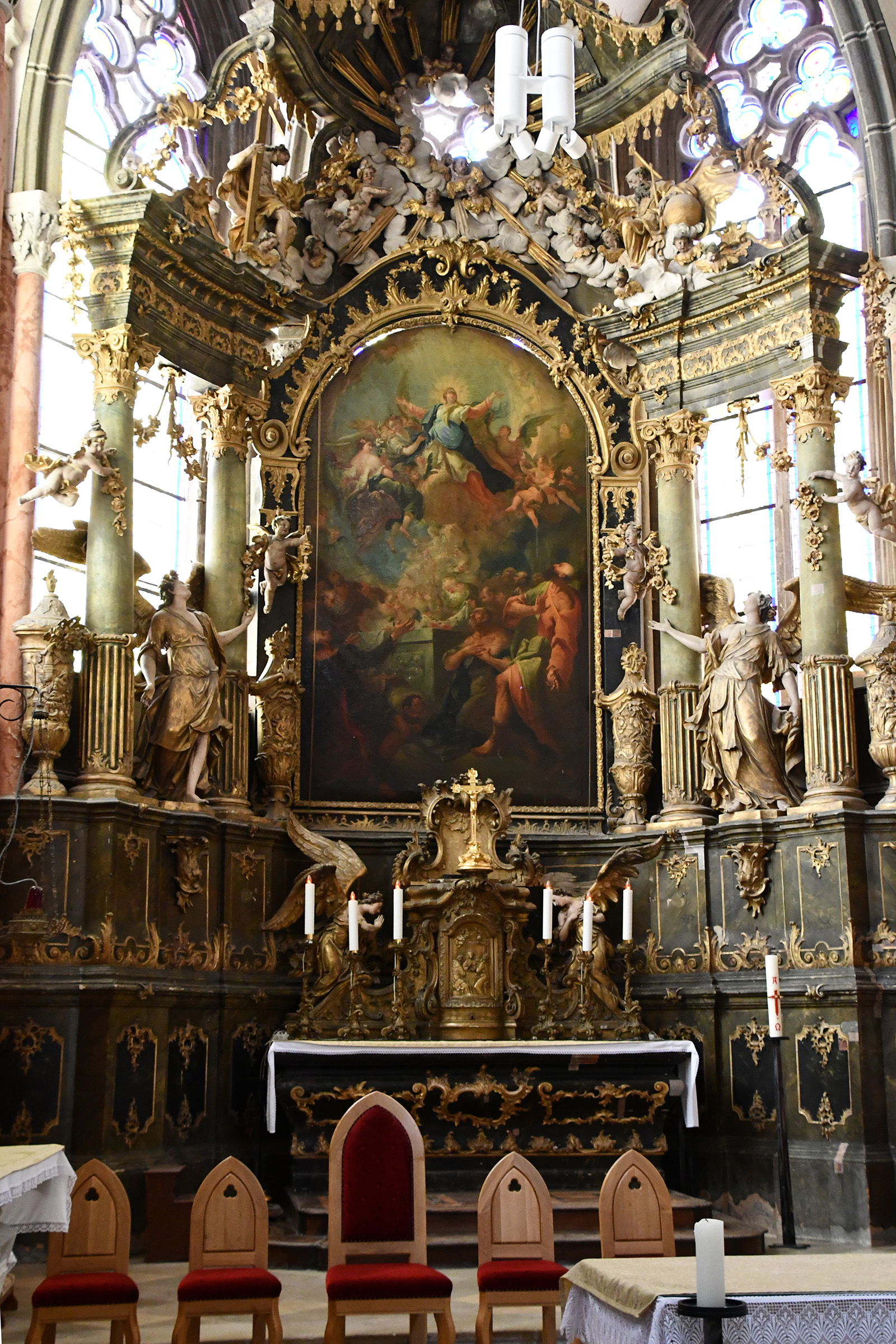
Ołtarz główny
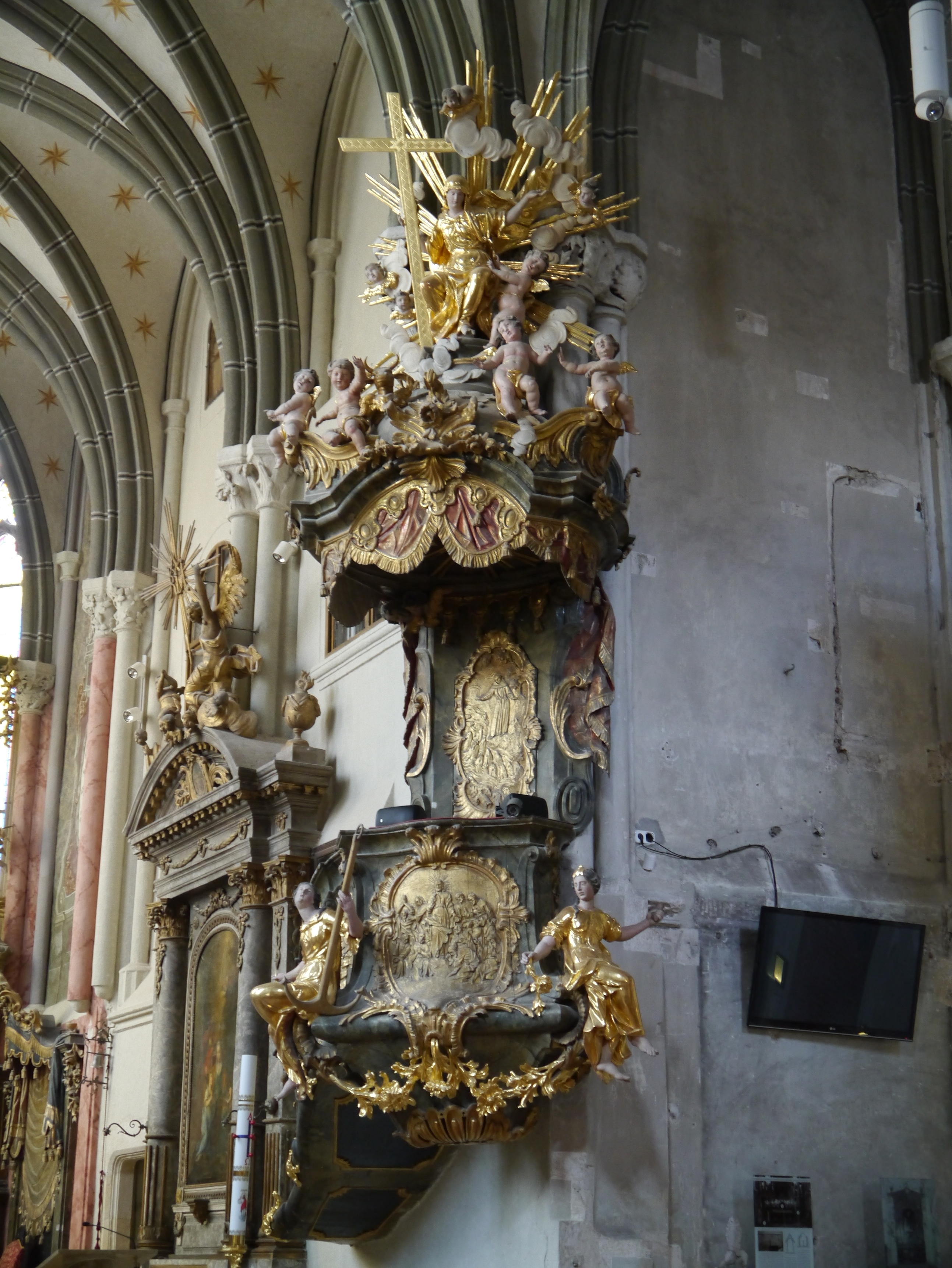
Ambona